# Castanopsis densispinosa
Castanopsis densispinosa är en bokväxtart som beskrevs av Yung Chun Hsu och H.Wei Jen. Castanopsis densispinosa ingår i släktet Castanopsis och familjen bokväxter. Inga underarter finns listade.